# Immunogoud

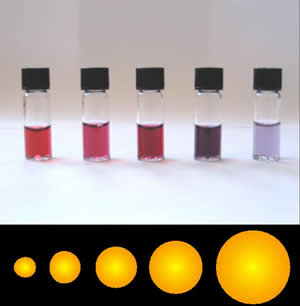
Buisjes met immunogoud: de afmeting van de gouddeeltjes bepaalt de kleur

Immunogoud is colloïdaal goud, bestaande uit gouddeeltjes in een oplossing waaraan antistoffen zijn bevestigd.
De gouddeeltjes hebben diameters in de grootte van nanometers. Aan deze deeltjes zitten antistoffen. Als het immunogoud wordt gemengd met een stof waartegen de antistoffen specifiek gericht zijn, zal uit die oplossing ook alleen die stof aan de granules binden. Op deze manier kan de stof (veelal eiwitten) zeer zuiver uit de oplossing gehaald worden. 
Doordat goud wordt gebruikt als drager van de antistoffen, wordt een hogere zuiverheid bereikt. Goud is immers een inerte stof en hier zullen geen stoffen gemakkelijk aan binden.
Immunogoud wordt onder andere in de elektronenmicroscopie gebruikt. Goud is een zwaar metaal en zal elektronen absorberen die door een preparaat worden 'geschoten'. Hierdoor zullen zwarte puntjes te zien zijn op een elektronenmicroscopische opname. Met behulp van het immunogoud kan men dus eiwitten markeren en lokaliseren in een cel.